# عزاء

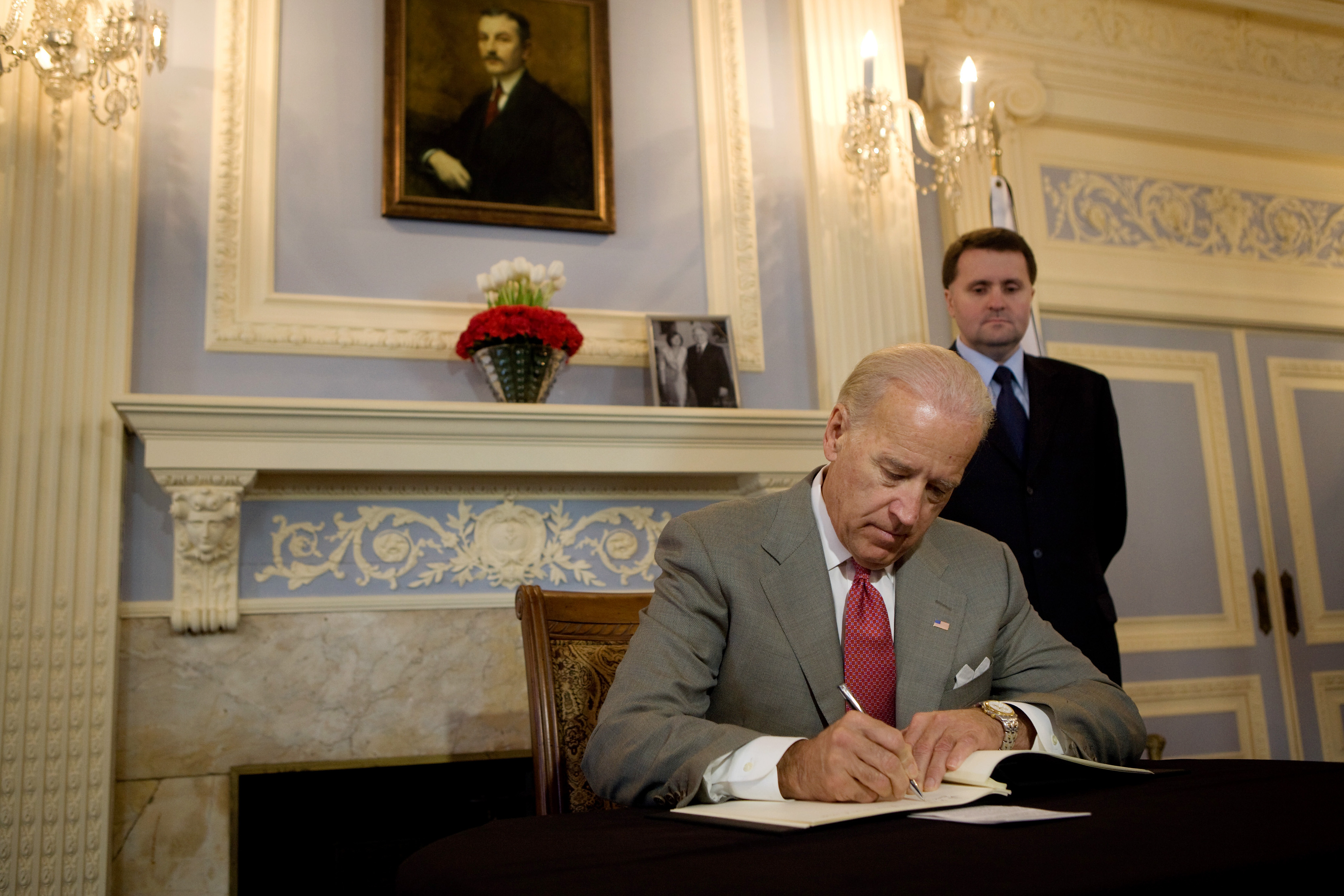
چو بايدن (نائب رئيس الولايات المتحدة آنذلك) يكتب رسالة سياسية تعبر عن تعازيه تجاه وفاة الرئيس البولندي ليخ كاتشينسكي

العزاء هو التعبيرُ عن التعاطف مع شخصٍ يُعاني من ألمٍ نتيجة حالة وفاة أو كُربة نفسية متأصلة أو مصيبة. تُستخدم كلمة التعازي بصيغة الجمع أكثر من استخدامها بصيغة المفرد لسببٍ غير واضح، لكن ذلك يشبه عادة استخدام كلمات في حالة الجمع مثل «تحياتنا»، «تمنياتنا» وهكذا.
عند قيام شخص بتقديم تعازيه تجاه موقف محدد أو شخص محدد فإنه يقدم دعمًا نشِطًا وواعيًا لهذا الشخص أو الموقف، وغالبًا ما يُعبِّر عن ذلك بقوله «نعبر عن أسفنا لما حصل.» عادةً ما يُستخدم تعبير «أتقدم بالتعازي» بسياقٍ معين، كوفاة شخص مقرب لصديق حيث يقدم الشخص تعازيه ويعبر عن شعوره بالتعاطف تجاه الطرف الآخر. يمكن استخدام التعبير عن التعازي بشكلٍ ساخرٍ أيضًا إذا كان أحد الأطراف يعتبر أن الشخص الذي يتذمر قد يكون مُبالغًا بإظهاره لمعاناته بالأخص عند اعتبار معاناته بسيطة مقارنة بأي معاناة. لا تُعبِّر التعازي دائمًا عن الأسى أو الإحساس بالظلم، إنما قد تنبع أيضًا من إقرار مشاعر مُماثلة أو حتى آراء متشاركة.
يوجد عدة طرق للتعبير عن العزاء وتقديمه للمتضررين على سبيل المثال التبرع بمبالغ مالية بالنيابة عن الشخص المسمى أو الكتابة بسجِّل العزاءات أو تقديم الدعم لأصحاب وعائلة الشخص المتوفى عن طريق إعداد الوجبات لهم والاعتناء بهم في وقت حاجتهم.